# Río Caribe (paroisse civile)
Pour l’article homonyme, voir Río Caribe (Venezuela).
Río Caribe est l'une des cinq paroisses civiles de la municipalité d'Arismendi dans l'État de Sucre au Venezuela. Sa capitale est Río Caribe, chef-lieu de la municipalité.